# Quarterback

De positie van de quarterback

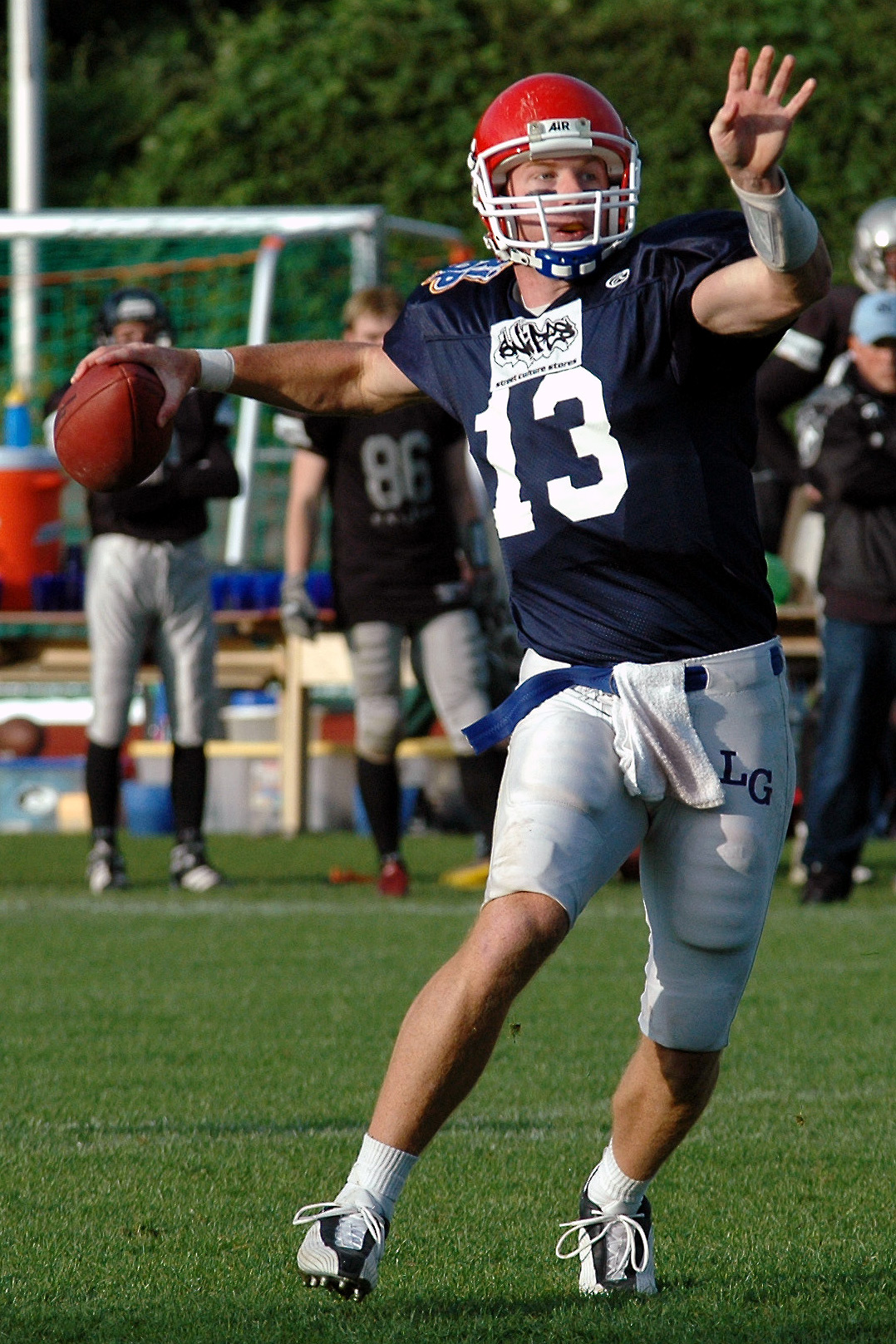
Een quarterback bereidt een pass voor

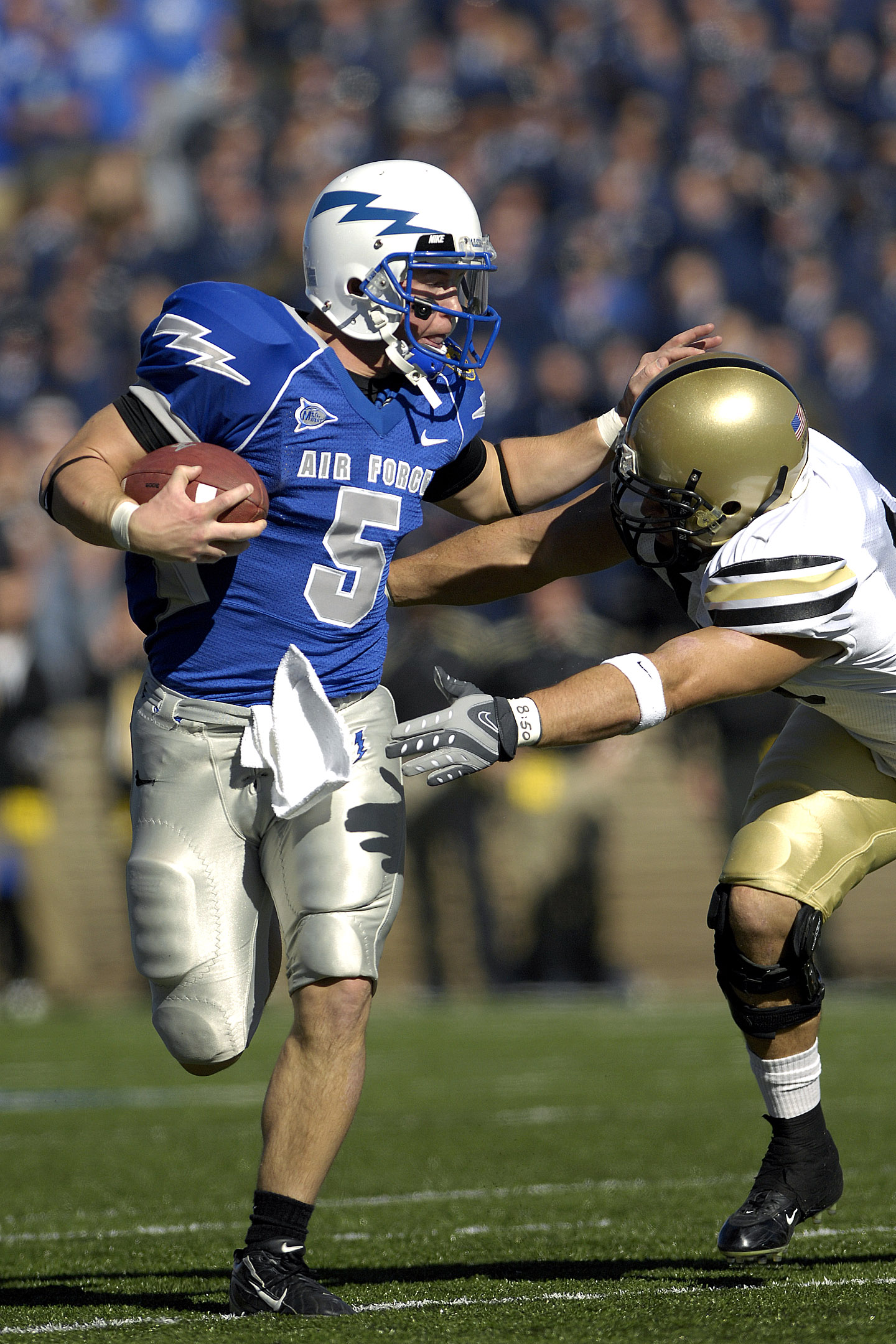
Belaagde quarterback

Een quarterback is een speler in het American en Canadian football. Quarterbacks behoren tot het aanvallende team en nemen de positie in direct achter de center, in het midden van de aanvalslinie. Een quarterback is meestal de leider van het aanvallende team en is spelverdeler. Daarnaast is hij verantwoordelijk voor het doorgeven van de signalen en aanvalsstrategieën voor het begin van een aanvalspoging.
De term quarterback komt uit het Schotse rugby. Spelers die een positie achter in het veld hadden, stonden een kwart van het veld achter de eerste linie.
Wanneer een quarterback voor het begin van een aanvalspoging merkt dat de verdediging van de tegenstander ongunstig gepositioneerd is, kan hij de strategie en opstelling op het laatste moment nog wijzigen. Door hardop een bepaalde code te roepen (bijvoorbeeld "Blue 42" of "Silver 29") weet het team welke strategieverandering er optreedt en wisselen enkele spelers van positie.
Een quarterback heeft een centrale rol in het spel, omdat hij de spelverdeler is. Bij elke aanvalspoging ontvangt hij de bal van de center. Dit wordt de snap genoemd. Vervolgens heeft de quarterback, afhankelijk van de strategie, meerdere opties. Hij kan de bal via een pass door de lucht naar een medespeler toewerpen (meestal een receiver). Een quarterback kan ook besluiten de bal aan een medespeler te geven (meestal een running back), die vervolgens rennend terreinwinst probeert te maken. Als laatste kan een quarterback zelf proberen om rennend met de bal terreinwinst te maken.

## Lijst van bekende quarterbacks
- Tom Brady
- Brett Favre
- Dan Marino
- Joe Montana
- Eli Manning
- Peyton Manning
- Aaron Rodgers
- Russell Wilson
- Patrick Mahomes

Aanval: Quarterback · Wide receiver · Tight end · Center · Guard · Offensive tackle · Running back · Fullback · H-back

Verdediging: Defensive tackle · Defensive end · Nose tackle · Linebacker · Defensive back

Speciale teams: Placekicker · Punter · Long snapper · Holder · Punt returner · Kick returner · Gunner